# Ante Maletić
Ante Maletić (12. srpnja 1933. — studenoga 2011.), hrvatski znanstvenik, sveučilišni profesor i športski dužnosnik

## Životopis
Rodio se je u Splitu. 1950. završio je Industrijsku školu − elektrosmjer. Zaposlio se je u splitskom Brodogradilištu gdje je radio kao KV električar. Privatno je polagao ispite i uz rad maturirao u Realnoj gimnaziji u Splitu. Elektrotehnički fakultet upisao je u Beogradu i diplomirao 1962. godine. Diplomiravši, u BIS-u je bio tehnički voditelj u pogonu, a potom projektant u Projektnom uredu − elektroodjel. Od 1963. godine do 1965. godine je honorarni asistent na Elektrotehničkom fakultetu u Splitu, a 1965. prešao je u stalni radni odnos na Elektrotehnički fakultet u Splitu, Katedra za električne strojeve. Na FESB-u je nastavno i znanstveno djelovao u sklopu Zavoda za elektroenergetiku i Katedre za električne strojeve.
1960-ih godina je, odmah nakon osnivanja fakulteta u staroj zgradi Biskupove palače, kao mladi asistent, utemeljio laboratorij električnih strojeva, jedan od prvih laboratorija na fakultetu. Gotovi svi strojevi i ostala oprema nabavljeni su donacijama, zahvaljujući njegovoj suradnji s gospodarstvom i jakoj želji za izgradnjom laboratorija. I poslije je s posebnim žarom sudjelovao je u projektiranju, izgradnji i opremanju vlastitih laboratorija električnih strojeva i pogona, i planove je unatoč fakultetu uvijek nedostatnih financijskih sredstava, sprovodio do kraja. Magistrirao je radom Proračun i mjerenje induktiviteta istosmjernih strojeva. Doktorirao je temom Doprinos analizi struje kratkog spoja kaveznog asinkronog stroja na Elektrotehničkom fakultetu u Zagrebu 1984. godine. Magistrirao je 1973. i doktorirao 1984. kod voditelja Radenka Wolfa.  Godine 1987. izabran je u znanstveno-nastavno zvanje docenta.
Dugogodišnji je dopredsjednik Hajduka. Zahvaljujući njegovu angažmanu na uređenju rasvjete u Splitu, Hajduk je odigrao svoju prvu noćnu utakmicu, još na Starom placu. Jedina je osoba u povijesti bilih koji je odbio prestižni naslov predsjednika Hajduka. Uz Maletića je vezana anegdota. Na Starom placu protiv OFK Beograda kamenom je pogodilo u glavu suca Pavla Ristića iz Niša. Dragan Holcer je sklonio kamen u stranu. Maletić, tada član Hajdukove uprave, u polemikama poslije utakmice rekao je šaljivu dosjetku da je možda to bio šišmiš, da je proletio i pogodio sudca. Po toj izjavi cijeli taj slučaj nazvan je po šišmišu, "slušaj Šišmiš".
Bio je jednim od značajnih operativaca u organizaciji 8. mediteranskih igara u Splitu. Skupština Općine Šibenik 1979. godine dodijelila mu je zahvalnicu za doprinos realizaciji 8. mediteranskih igara. Najzaslužniji je za izgradnju zgrade splitskog FESB-a, što je snažno potaknulo razvitak fakulteta. Uz redovit rad na Fakultetu, izradio je cjelokupni program za projektiranje i vodio cjelokupnu organizaciju preko 10 godina duge izgradnje nove zgrade Fakulteta. Dodijeljena mu je Nagrada Grada Splita za 1988. godinu za doprinos u visokoškolskoj djelatnosti.
Zadnjih desetak godina života posvetio se je istraživanju života i djela biskupa i fizičara Markantuna de Dominisa te njegovoj znanstvenoj rehabilitaciji i promociji. U nizu knjiga vlastite nakladničke kuće objavio je djela o de Dominisu. Glavni je inicijator i suorganizator najvećega znanstveno-stručnoga skupa u povijesti o de Dominisu. Dobio je godišnju nagradu Slobodne Dalmacije za znanost 2009. godine, ponajviše za pregnuća u rehabilitaciji De Dominisa. Jedan od najzaslužnijih za to što je 2010. godina proglašena za De Dominisovu godinu.

## Djela
Izabrana djela:
- Ispitivanje električnih strojeva : laboratorijske vježbe, 1980.
- Osnove elektrotehnike:za studente strojarstva, 1987.
- Asinkroni strojevi : skripta za studente VI stupnja elektrotehnike , 1992,
- Osnove elektrotehnike , 1993.
- Marko Antun de Dominis: zaboravljeni genij, 2004. (prireditelj)[6]
- Skica za portret Marka Antuna de Dominisa , 2008.[7]
- Retractationim M. Antonii de Dominis archiepiscopi Spalatensis libri X in totidem ipsus De republica ecclesiastica libros / Marcus Antonius de Dominis (ur. Darko Novaković, Ante Maletić)[8]

## Vanjske poveznice
- Pregled po znanstveniku: Ante Maletić Hrvatska znanstvena bibliografija